# 水口松尾站

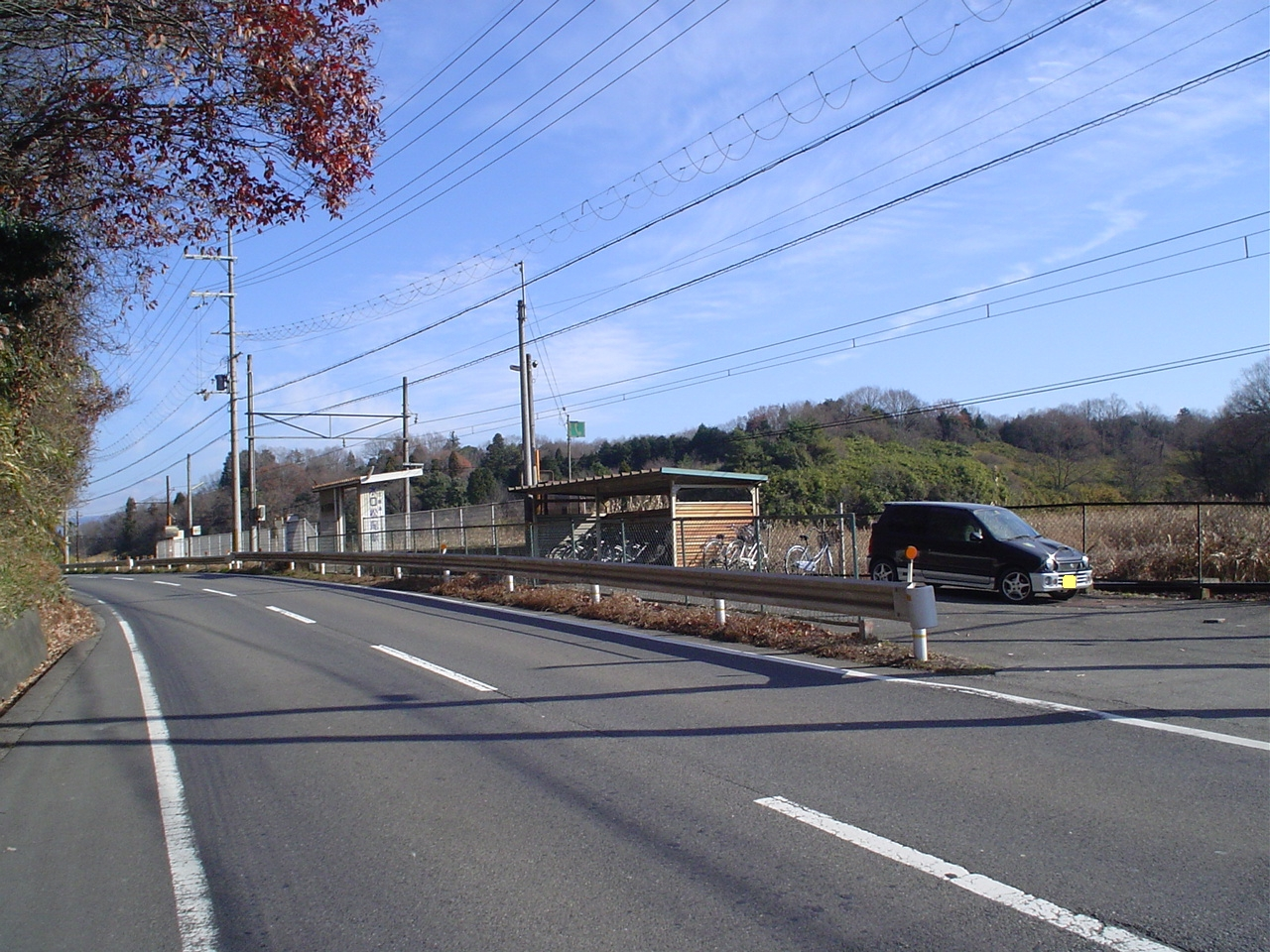
國道307號望向車站

水口松尾站（日语：／ Minakuchimatsuo eki */?）是位於滋賀縣甲賀市水口町水口，近江鐵道本線的車站。車站編號為OR33。
耶和華見證人之關西大會堂於車站附近。在當時的水口町和該宗教團體的請願下開設此站（請願站）。為極少數為了宗教團體而設立的車站。

## 歷史
- 1989年（平成元年）4月5日 - 車站啟用。

## 車站構造
車站是一座地面車站，設有1面1線的單式月台。此站是無人車站，沒有車站大樓。月台上設有簡單的長椅和防墜落柵欄，在車站入口設有站名牌。此站設有公共電話。站內沒有廁近，最近的廁所在鄰近的便利店內。車站內設有免費單車停泊處。 誘導

## 使用狀況
以下為近年一日平均乘車人次列表
| 年度   | 一日平均 乘車人次 |
| ------ | ----------------- |
| 2006年 | 66                |
| 2007年 | 66                |
| 2008年 | 66                |
| 2009年 | 49                |
| 2010年 | 47                |
| 2011年 | 55                |
| 2012年 | 58                |
| 2013年 | 60                |
| 2014年 | 52                |
| 2015年 | 52                |
| 2016年 | 58                |

## 車站周邊
- 國道307號（日语：国道307号）
- 國道1號
- 公立甲賀醫院（日语：公立甲賀病院）
- 水口北保育園
- 院內保育所向日葵園
- 綾波汽車練習場水口分校

## 相鄰車站
近江鐵道
■本線（水口·蒲生野線）
日野（OR32）－水口松尾（OR33）－水口（OR34）
此站與日野站之間的距離為4.9km，在近江鐵道的站距中為最長。在此站啟用前，與兩邊鄰站的相距為6.0km。

## 注腳
1. ↑  川島令三「全国鉄道事情大研究」京都、滋賀篇
2. ↑  甲賀市統計書

## 外部連結
- 水口松尾站 （页面存档备份，存于）（日語）（各站資訊）- 近江鐵道